# Phytomyza camuna
Phytomyza camuna este o specie de muște din genul Phytomyza, familia Agromyzidae, descrisă de Suss și Moreschi în anul 2005.
Este endemică în Italia. Conform Catalogue of Life specia Phytomyza camuna nu are subspecii cunoscute.